# Tezuka Osamu Cultuurprijs
De Tezuka Osamu Cultuurprijs (手塚治虫文化賞, Tezuka Osamu Bunkashō) is een jaarlijkse mangaprijs. Hij werd vernoemd naar "Mangagod" Osamu Tezuka. Deze prijs wordt uitgedeeld aan mangaka voor werk dat is opgebouwd op verhalende wijze in navolging van Tezuka. Het evenement wordt gesponsord door Asahi Shimbun. De prijs wordt sinds 1997 uitgedeeld in Tokio, Japan.

## Prijscategorieën
- Grote Prijs: voor bijzonder goed werk geleverd doorheen het voorgaande jaar
- Creativiteitsprijs: voor mangaka met innovatieve ideeën en vers talent
- Kortverhaalprijs: voor bijzonder goede kortverhalen
- Speciale Prijs: voor personen of groepen die bijdragen aan de mangacultuur

## Winnaars

### 1997
- Grote Prijs: Fujiko Fujio voor Doraemon[1]
- Excellentieprijs: Moto Hagio voor A Cruel God Reigns[2]
- Speciale Prijs: Toshio Naiki voor de oprichting en uitbating van Modern Manga Library[3]

### 1998
- Grote Prijs: Jiro Taniguchi en Natsuo Sekikawa voor de trilogie Bocchan No Jidai[4]
- Excellentieprijs: Yuji Aoki voor Naniwa Kin'yūdō[5]
- Speciale Prijs: Shotaro Ishinomori voor zijn vele jaren toegewijd aan manga[6]

### 1999
- Grote Prijs: Naoki Urasawa voor Monster[7]
- Excellentieprijs: Akira Sasō voor Shindō[8]
- Speciale Prijs: Fusanosuke Natsume voor zijn goede recensies[9]

### 2000
- Grote Prijs: Daijiro Morohoshi voor Saiyū Yōenden[10]
- Excellentieprijs: Minetarō Mochizuki voor Dragon Head[11]
- Speciale Prijs: Frederik L. Schodt voor zijn vele werk om manga te introduceren tot de rest van de wereld[12]

### 2001
- Grote Prijs: Reiko Okano en Baku Yumemakura for Onmyoji[13]
- Excellentieprijs: Kotobuki Shiriagari voor Yajikita in Deep[14]
- Speciale Prijs: Akira Maruyuma voor het ondersteunen van mangaka in het Tokiwa huis[15]

### 2002
- Grote Prijs: Takehiko Inoue voor Vagabond[16]
- Excellentieprijs: Kentaro Miura voor Berserk[17]

### 2003
- Grote Prijs: Fumiko Takano voor The Yellow Book: A friend Named Jacques Thibault[18]
- Creativiteitsprijs: Yumi Hotta en Takeshi Obata voor Hikaru no Go[19]
- Kortverhaalprijs: Hisaichi Ishii voor Gendai Shisō no Sōnanshātachi[20]
- Speciale Prijs: Shigeru Mizuki voor zijn creativiteit en lange jaren van activiteit[21]

### 2004
- Grote Prijs: Kyoko Okazaki voor Helter Skelter[22]
- Creativiteitsprijs: Takashi Morimoto voor Naniwadora ihon[23]
- Kortverhaalprijs: Risu Akizuki voor OL Shinkaron en andere werken[24]
- Speciale Prijs: Tarō Minamoto voor zijn pioniersrol in de historische manga en zijn verdiensten aan de mangacultuur[25]

### 2005
- Grote Prijs: Naoki Urasawa voor Pluto[26]
- Creativiteitsprijs: Fumiyo Kōno voor Town of Evening Calm, Country of Cherry Blossoms[27]
- Kortverhaalprijs: Rieko Saibara voor Jokyo Monogatari en Mainichi Kaasan[28]
- Speciale Prijs: Kawasaki Stadsmuseum voor het verzamelen van manga van de Edoperiode tot vandaag, en voor zijn tentoonstellingen[29]

### 2006
- Grote Prijs: Hideo Azuma voor Disappearance Diary[30]
- Creativiteitsprijs: Asa Higuchi voor Big Windup![31]
- Kortverhaalprijs: Risa Itō voor One Woman, Two Cats, Oi Piitan!!, Onna no mado en andere werken[32]
- Speciale Prijs: Kousei Ono voor de vele jaren waarin hij westerse stripverhalen in Japan introduceerde en voor zijn werk als recensist.[33]

### 2007
- Grote Prijs: Ryoko Yamagishi voor Terpsichora[34]
- Creativiteitsprijs: Nobuhisa Nozoe, Kazuhisa Iwata en Kyojin Ōnishi voor Shinsei Kigeki[35]
- Kortverhaalprijs: Hiromi Morishita voor Osaka Hamlet[36]

### 2008
- Grote Prijs: Masayuki Ishikawa voor Moyashimon
- Creativiteitsprijs: Toranosuke Shimada voor Träumerei
- Kortverhaalprijs: Yumiko Oshima voor GūGū Datte Neko De Aru
- Speciale Prijs: Internationaal Instituut voor Kinderliteratuur, Osaka Prefectuur

### 2009
- Grote Prijs: Fumi Yoshinaga voor Ooku: The Inner Chambers
- Grote Prijs: Yoshihiro Tatsumi voor A Drifting Life
- Kortverhaalprijs: Hikaru Nakamura voor Saint Young Men
- Nieuwkomersprijs: Suehiro Maruo voor Panorama-to Kitan

### 2010
- Grote Prijs: Yoshihiro Yamada voor Hyouge Mono
- Kortverhaalprijs: Mari Yamazaki voor Thermae Romae
- Nieuwkomersprijs: Haruko Ichikawa voor Mushi to Uta
- Speciale Prijs: Yoshihiro Yonezawa voor zijn vele verwezenlijkingen qua verzamelen en recenseren van manga

### 2011
- Grote Prijs: Motoka Murakami voor Jin
- Grote Prijs: Issei Eifuku en Taiyo Matsumoto voor Takemitsuzamurai
- Nieuwkomersprijs: Hiromu Arakawa voor Fullmetal Alchemist
- Kortverhaalprijs: Keisuke Yamashina voor C-kyū Salaryman Kōza, Papa wa Nanda ka Wakaranai en andere salaryman manga.

### 2012
- Grote Prijs: Hitoshi Iwaaki voor Historie
- Nieuwkomersprijs: Yu Itō voor Shut Hell
- Kortverhaalprijs: Roswell Hosoki voorSake no Hosomichi en anderen
- Speciale Prijs: het Weekly Shonen Jump magazine - voor de snelle hervatting van het werk na de Zeebeving Sendai 2011

### 2013
- Grote Prijs: Yasuhisa Hara voor Kingdom
- Nieuwkomersprijs: Miki Yamamoto voor Sunny Sunny Ann!
- Kortverhaalprijs: Yoshiie Gōda voor Kikai-Jikake no Ai

### 2014
- Grote Prijs: Chica Umino voor March Comes in Like a Lion
- Nieuwkomersprijs: Machiko Kyo voor Mitsuami no Kamisama
- Kortverhaalprijs: Yūki Shikawa voor Onnoji
- Speciale Prijs: Fujiko Fujio voor Manga Michi en Ai... Shirisomeshi Koro ni...
- Readers' Award: Chūya Koyama voor Space Brothers

### 2015
- Grote Prijs: Yoiko Hoshi voor Aisawa Riku
- New Creator Prize: Yoshitoki Oima voor A Silent Voice
- Kortverhaalprijs: Sensha Yoshida voor zijn volledige oeuvre
- Speciale Prijs: Chikako Mitsuhashi voor Chiisana Koi no Monogatari

### 2016
- Grote Prijs: Kei Ichinoseki voor Hanagami Sharaku en Kiyohiko Azuma voor Yotsuba&!
- New Creator Prize: Yuki Ando voor Machida-kun no Sekai
- Kortverhaalprijs: Tatsuya Nakazaki voor Jimihen
- Speciale Prijs: Kyoto Internationale Manga Museum voor zijn tiende verjaardag en zijn verdiensten aan de mangacultuur

### 2017
- Grote Prijs: Fusako Kuramochi voor Hana ni Somu
- New Creator Prize: Haruko Kumota voor Descending Stories: Showa Genroku Rakugo Shinju
- Kortverhaalprijs: Kahoru Fukaya voor Yomawari Neko
- Speciale Prijs: Osamu Akimoto voor Kochira Katsushika-ku Kameari Kōen-mae Hashutsujo

### 2018
- Grote Prijs: Satoru Noda voor Golden Kamuy
- New Creator Prize: Paru Itagaki voor BEASTARS
- Kortverhaalprijs: Taro Yabe voor Oya-san to Boku
- Speciale Prijs: Tetsuya Chiba voor Ashita no Joe

### 2019
- Grote Prijs: Shinobu Arima voor Jitterbug The Forties
- New Creator Prize: Sansuke Yamada voor Areyo Hoshikuzu
- Kortverhaalprijs: Ken Koyama voor Little Miss P
- Speciale Prijs: Takao Saito voor Golgo 13

### 2020
- Grote Prijs: Kan Takahama voor Nyx no Lantern[37]
- New Creator Prize: Rettō Tajima voor Mizu wa Umi ni Mukatte Nagareru
- Kortverhaalprijs: Yama Wayama voor Muchū sa, Kimi ni
- Speciale Prijs: Machiko Hasegawa voor Sazae-san postum, ze zou 100 geworden zijn op 20 januari 2020